# Kalkklippen der Gobert
Das Fauna-Flora-Habitat(FFH)-Gebiet Kalkklippen der Gobert im nordhessischen Werra-Meißner-Kreis besteht aus den zwei Naturschutzgebieten „Hessische Schweiz bei Meinhard“ und „Kalkklippen südlich des Iberges“, die im Jahr 1999 vom Land Hessen für das länderübergreifende System besonderer Schutzgebiete „Natura 2000“ gemeldet wurden, das die Erhaltung der biologischen Vielfalt in Europa zum Ziel hat. Die Gründe für den Vorschlag waren der großflächige Laubwaldkomplex mit seiner bundesweiten Bedeutung als Lebensraum für seltene und bestandsgefährdete Arten, die Vorkommen von Eiben und Blaugrashalden sowie die natürlichen Bergstürze. Große Teile der Wälder werden seit 1989 nicht mehr forstlich genutzt und bleiben prozessgeschützt in dem Naturwaldreservat Hohestein oder als „Wald außer regelmäßigem Betrieb“ in dem Bereich südlich des Ibergs sich selbst überlassen. Hier sollen künftig Naturwälder entstehen, in denen alle Entwicklungsstufen von der Verjüngung bis zur Zerfallsphase nebeneinander zu finden sind. Ein Bereich des FFH-Gebiets gehört auch zu dem dreigeteilten Vogelschutzgebiet „Felsklippen im Werra-Meißner-Kreis“.

## Lage
Das FFH-Gebiet befindet sich auf dem hessischen Teil der Gobert und erstreckt sich entlang der Landesgrenze zu Thüringen. Landschaftsprägend sind die Erhebungen Hohestein, mit 569 Metern nach dem Hohen Meißner der höchste Berg im nordöstlichen Hessen, Hörne (522,7 m), Hohe Bahn (509,6 m) und Uhlenkopf (etwa 520 m) sowie die Felshänge an der „Salzfrau“, am „Pferdeloch“, „Wolfstisch“, „Weißen Graben“, an der „Schönen Aussicht“ und an der „Hörne“. Administrativ gehört das Schutzgebiet zu den Gemarkungen von Hitzelrode und Motzenrode der Gemeinde Meinhard und der Stadt Bad Sooden-Allendorf.
Das Schutzgebiet liegt im „Geo-Naturpark Frau-Holle-Land“ und sein Kernbereich wird in der naturräumlichen Gliederung Deutschlands des Instituts für Landeskunde Bad Godesberg der Teileinheit „Gobert“ (483.10) im „Allendorfer Wald“ (483.1) zugeordnet. Als Teile des „Oberen Eichsfelds“ (483.1-3) gehören sie zu der Haupteinheitengruppe der „Nordwestlichen Randplatten des Thüringer Beckens“ (483). Nach Osten geht die Landschaft in das „Rosoppe-Frieda-Hügelland“ (358.50) und nach Westen in die „Allendorfer Weitung“ (358.31) sowie das „Südliche Gobertvorland“ (358.52) über. Sie sind dem „Unteren Werrabergland“ (358) in der Haupteinheitengruppe des „Osthessischen Berglands“ zugehörig. Der Kalkquellsumpf nördlich von Motzenrode, in dem kleinen separaten Bereich des Naturschutzgebiets „Hessische Schweiz“, befindet sich in der Teileinheit des „Südlichen Gobertvorlands“.

## Geschichtlicher Überblick

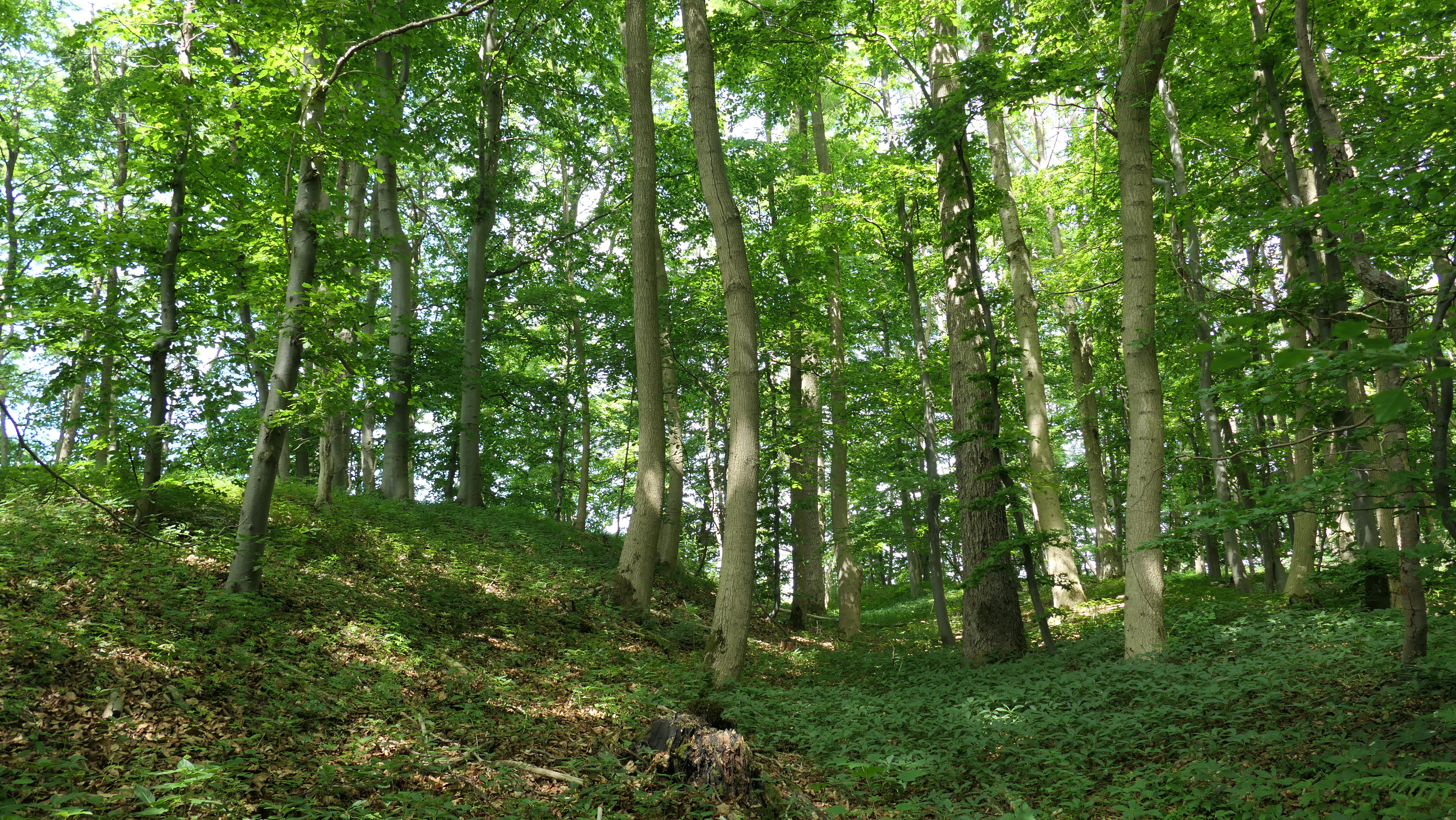
Der Brandwall zwischen dem Wanderweg und der westlichen Abrisskante des Hohesteins

Die Wallanlage auf dem Hohestein, die in die ältere Eisenzeit datiert wird, bestätigt, dass Menschen von etwa 800 v. Chr. bis um die Zeitenwende hier gelebt haben. Der sogenannte Brandwall ist ein rund 650 Meter langer, bis zu zehn Meter breiter und bis zu drei Meter hoher Wall mit einem vorgelagerten Doppelgraben. Den Namen erhielt das Holz-Stein-Erde-Werk von einer Schicht gebrannten Lehms, die an der Walloberseite zutage tritt und darauf hindeuten könnte, dass die Befestigung durch Feuer zerstört wurde. Über seine Funktion wird unterschiedlich vermutet: Er könnte als germanische Kultstätte, als Teil einer Fliehburg, als Schutzwall der Kelten gegen die vordringenden Germanen oder als Wall einer eisenzeitlichen Höhensiedlung gedient haben. Auch schon in der Jungsteinzeit haben sich Menschen auf dem Gobertplateau aufgehalten, wie ein 2007 an einem Wurzelteller gefundener Klingenkratzer aus Feuerstein belegt.
Über die Geschichte des Gebiets ist nur sehr wenig bekannt. Möglicherweise entstanden in den Rodungsphasen des frühen Mittelalters im Bereich des Hohesteins Dörfer, die später alle wüst fielen. Noch erkennbare Ackerterrassen im Wald und Lesesteinhaufen zeugen von einer ehemaligen landwirtschaftlichen Nutzung. Auch das große Vorkommen des Kleinen Immergrüns auf der Gobert kann mit einer früheren Zeit in Verbindung stehen. Ursprünglich von den Römern eingeführt, erfolgte seine Ausbreitung fast ausschließlich über den Menschen und als Kulturreliktpflanze zeigen ihre Wuchsorte noch heute die Lage ehemaliger Burgen und Siedlungen an.
Seit dem 16. Jahrhundert gehörten die Waldungen verschiedenen Adelsgeschlechtern. Im Jahr 1596 wurde die Burg Fürstenstein und mit ihr die Ländereien auf dem Hohestein Alleinbesitz der Diede zum Fürstenstein. Die Einwohner von Hitzelrode waren zu Hand- und Spanndiensten, Fruchtzins und Abgaben in Naturalien aller Art für den Lehnsherren verpflichtet. Nach dem Aussterben der Diede zum Fürstenstein in 1807 wechselte das Gebiet im 19. Jahrhundert mehrfach den Besitzer, bevor es ab 1910 dem Großindustriellen Baron von Knoop gehörte. Als Textilfabrikant in Manchester zu enormem Reichtum gekommen, wandelte er das Gebiet mit aus Ungarn eingeführtem Rotwild in ein Wildgehege um. Die durch die Überhege bedingten Schälschäden sind noch heute an älteren Bäumen zu erkennen.
Im Jahr 1928 gelangte der Wald in den Besitz der Familie von Lüninck, die in dem Bereich des späteren Grenzstreifens ein Sägewerk errichteten, das mit von Pferden gezogenen Wagen über Feldbahngleise aus den Wäldern mit Langholz beliefert wurde. Von dem, im Zusammenhang mit der innerdeutschen Grenze 1945 eingestellten Betrieb, sind nur noch die Fundamente erhalten. Das Land Hessen erwarb 1985 den Teil des Lüninckschen Waldbesitzes, in dem das Naturwaldreservat ausgewiesen wurde.

## Geologische Bedeutung

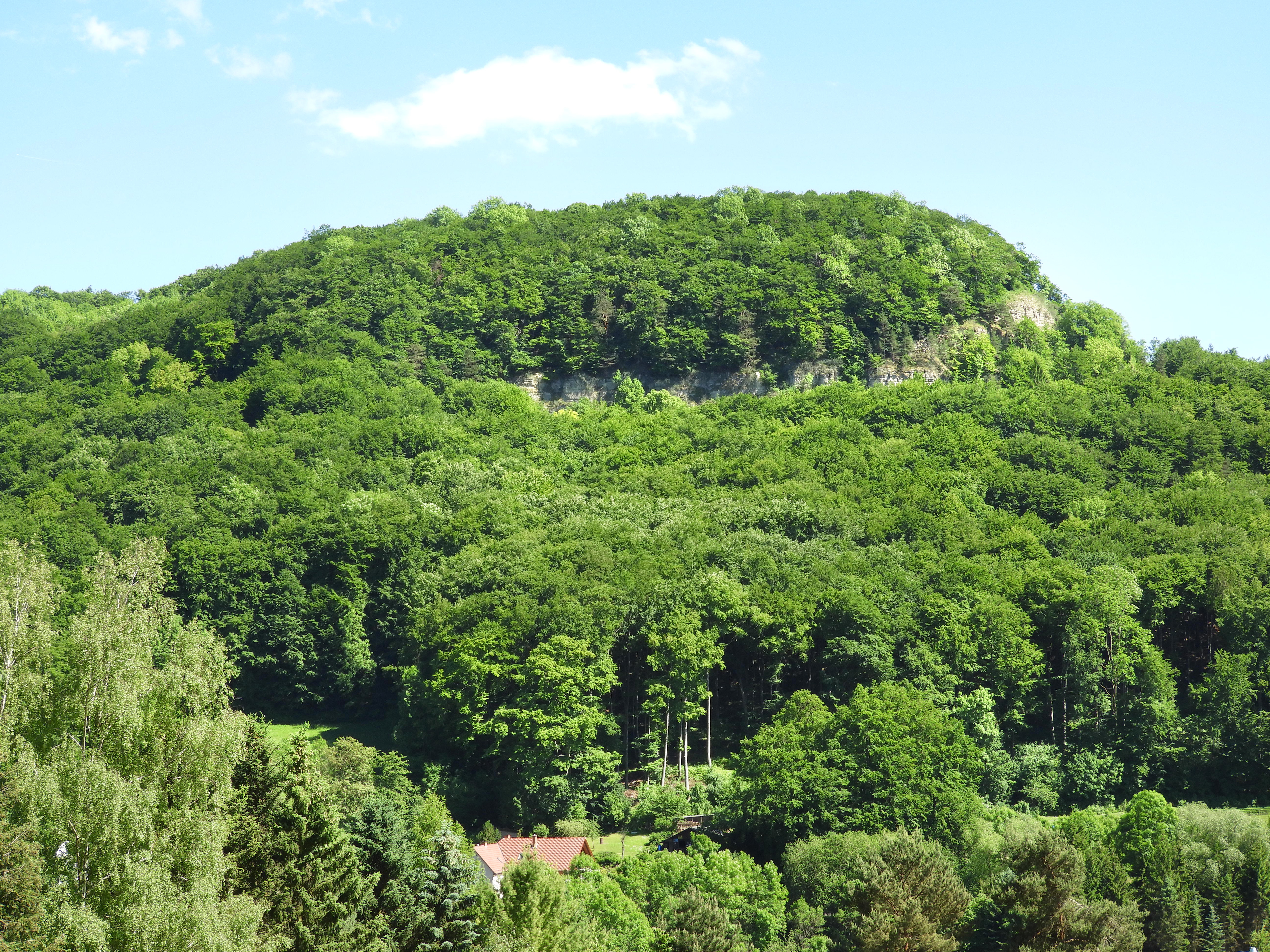
Der Felsen der „Salzfrau“

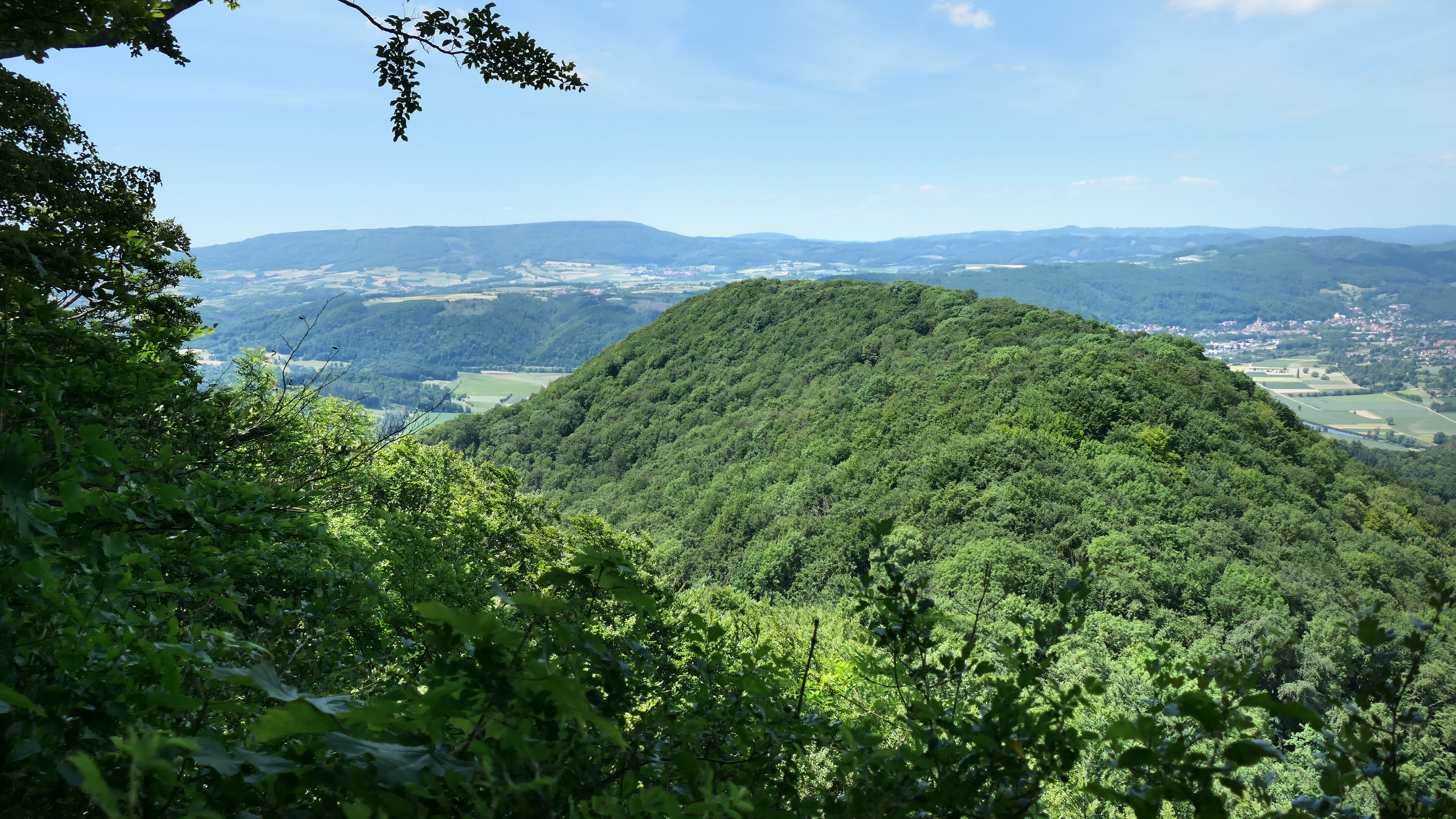
Blick vom Aussichtspunkt Hohestein über die Hörne auf Hohen Meißner und Kaufunger Wald

Die Gobert ist einer der westlichsten Ausläufer der Muschelkalkplatten, die das Thüringer Becken umranden. Der von dem Leinetalgraben abzweigende Eichenberg-Gotha-Graben trennte die Gobert einst von ihrem ursprünglichen Gesteinsverband der Randplatten des Obereichsfelds und schuf mit ihr einen über 500 Meter hohen Zeugenberg-Komplex. Die heutige Oberflächengestalt, der durch Buchten und tief eingeschnittene Täler stark gegliederte Schichtstufenlandschaft, formten Massenverlagerungen und Erosion.
Der Bergstock ist aus Unterem Muschelkalk aufgebaut. Das Gestein wurde in der Trias, vor rund 200 Millionen Jahren, in einem Flachmeer abgelagert und durch quartären Löss, in unterschiedlicher Mächtigkeit überdeckt. Die verhältnismäßig verwitterungsbeständige Kalkschicht wird von der Röt-Formation des Oberen Buntsandsteins unterlagert. An dieser geologischen Schichtgrenze können sich besonders in niederschlagsreichen Zeiten Massenverlagerungen ereignen, wenn Regenwasser in den Klüften und Spalten des Muschelkalks versickert und auf den tonigen Röt trifft, der aufquillt und fließfähig wird. Dadurch gerät der über dem Röt befindliche Muschelkalk in Bewegung und wird instabil. Die Felsbereiche, die sich dabei ablösen, bewegen sich auf dem breiartig gewordenen Röt allmählich talabwärts und lassen Schluchten entstehen. Diese ermöglichen ein verstärktes Versickern von Niederschlägen, die den Massenverlagerungsprozess beschleunigen. Von den steilen Abbruchkanten können Muschelkalk-Schollen als Bergsturz herunter kippen oder auf dem wasserundurchlässigen Untergrund als Bergrutsch den Hang hinab gleiten.
Als geologisch bedeutsam gelten die Kalkfelsabbrüche in dem Gebiet. Felshänge, die durch Bergrutsche und bergsturzartige Abbrüche des Muschelkalks entstanden sind, sollen in Deutschland nirgends so häufig vorkommen wie in dem Bereich der westlichen Umrandung des Thüringer Beckens, zu der neben der Gobert auch der Ringgau und die Wanfrieder Werrahöhen zählen. Sie gelten als die größten aktiven Bergsturzgebiete Hessens. Denn nicht nur in der Vergangenheit, auch im 20. Jahrhundert ereigneten sich im Jahr 1956 mit dem Bergsturz am Schickeberg im südlicher liegenden Naturschutzgebiet „Boyneburg und Schickeberg bei Breitau“ und zuletzt 1985 am Nordhang der Hörne, zwei solcher Verlagerungen von Gesteinsmassen. Künftige weitere Abbrüche deuten sich durch tiefe Bodenspalten bereits an.

## FFH-Lebensraumtypen mit ihrer Vegetation
Charakteristische Kennzeichen des Gebiets sind die durch Bergstürze entstandenen steilen und offenen Felshänge, deren obere Bereiche Blaugras-Rasen besiedeln. Unterhalb der Felswände sind Schutthalden mit Ahorn-Linden-Wäldern zu finden. Den größten Flächenanteil besitzen die forstlich nicht oder nur wenig genutzten Buchenwälder, die wegen ihres Reichtums an Edellaubhölzern und Orchideen als Laubwaldkomplexe von bundesweiter Bedeutung gelten. Zu den floristischen Besonderheiten gehören die Vorkommen der Orchideen Frauenschuh, Weißes, Rotes und Schwertblättriges Waldvöglein, Fliegen-Ragwurz, Stattliches und Purpur-Knabenkraut, Müllers Stendelwurz, Rotbraune und Breitblättrige Stendelwurz
| EU-Code | Lebensraumtyp                                                       | Gesamtfläche | Vegetation |
| ------- | ------------------------------------------------------------------- | ------------ | --- |
| 6212    | Submediterrane Halbtrockenrasen (Mesobromion)                       | 5,1 ha       | Auf der Gobert werden die Halbtrockenrasen dem Subtyp der Blaugras-Rasen zugeordnet. Sie kommen als natürliche Vegetation auf Standorten mit stark verwittertem Muschelkalk vor und sind an den Steilhängen häufig vertreten. Neben dem namensgebenden Kalk-Blaugras werden die Bestände von Fieder-Zwenke, Erd-Segge, Zypressen-Wolfsmilch, Gewöhnlichen Hufeisenklee und Schwalbenwurz geprägt. Als Biotoptyp gehören sie hier innerhalb der nördlichen Mittelgebirge zu den am höchsten gelegenen und werden so als eine Besonderheit angesehen. In ihm wachsen mit Berg-Distel, Kahlköpfigem Rauen Löwenzahn und Buntem Reitgras dealpine Arten. |
| 6510    | Flachland-Mähwiesen (Alopecurus pratensis, Sanguisorba officinalis) | 2,1 ha       | Der Lebensraumtyp der extensiv bewirtschafteten Mähwiesen kommt im Schutzgebiet am Hohestein, an der Gebietsgrenze bei Hitzelrode und im kleinen Teilgebiet nördlich von Motzenrode vor. Die Oberschicht der Wiesen bilden produktive Obergräser, zu denen neben dem Glatthafer auch Wiesen-Fuchsschwanz, Wiesen-Knäuelgras und Wiesen-Schwingel gehören sowie kletternde Pflanzen wie Wiesen-Labkraut, Wiesen-Platterbse und Zaun-Wicke. In der Mittelschicht treten die nicht so wuchskräftigen Gräser auf sowie blütenreiche krautige Pflanzen wie Gewöhnliche Schafgarbe, Wiesen-Flockenblume, Wiesen-Pippau, Margerite, Scharfer Hahnenfuß, Wiesen-Sauerampfer, Wiesen-Bocksbart, Wiesenklee und Gamander-Ehrenpreis. Am Boden findet sich eine Schicht niedriger Rosetten- und Kriechpflanzen mit Arten wie Frauenmantel, Pfennig-Gilbweiderich, Spitzwegerich, Kleine Braunelle und Löwenzahn. |
| 7220*   | Kalktuffquellen (Cratoneurion)                                      | 193 m²       | Zu diesem prioritären Lebensraumtyp wird die Fläche um die kalkhaltigen Quellaustritte mit einer Kalktuffbildung in dem Teilbereich nördlich von Motzenrode gezählt. In der, vor allem von Moosen aufgebauten Pflanzengesellschaft wachsen Sumpf-Stendelwurz, Breitblättriges Wollgras und Sumpf-Dreizack, die in Hessen als stark gefährdet gelten sowie das Kalk-Blaugras, mit einem der wenigen Vorkommen außerhalb der Alpen und des Alpenvorlandes auf Feuchtstandorten. |
| 8160*   | Kalkhaltige Schutthalden der collinen bis montanen Stufe            | 0,5 ha       | Bestände, die dem prioritären Vegetationstyp zugeordnet werden können, kommen kleinflächig an den Hangfüßen der Steilwände und großflächig im Bereich des Bergrutsches an der Hörne vor. Von den charakteristischen Arten sind Kalk-Blaugras, Schwalbenwurz, Ruprechtsfarn, Mauerlattich und das in Hessen seltene Breitblättrige Laserkraut auf den Schutthalden zu finden. |
| 8310    | Nicht touristisch erschlossene Höhlen                               | 22 m²        | Nach Angaben des hessischen Landesverbandes für Höhlen- und Karstforschung kommen im FFH-Gebiet fünf kleinere Höhlen vor. Vier von ihnen liegen im Bereich des Grenzstreifens im südlichen Teil der „Kalkklippen des Iberges“. |
| 9130    | Waldmeister-Buchenwald (Asperulo-Fagetum)                           | 116,4 ha     | In weiten Teilen des Gebiets weist die von der Rotbuche dominierte Baumschicht einen typischen Hallenwaldcharakter auf. Neben Berg- und Spitz-Ahorn zeugen Baumarten wie Hainbuche, Eiche und Esche von der historischen Nutzungsweise der Schirmschlagbewirtschaftung. Nach dem gegenwärtigen Stand der Syntaxonomie werden die Bestände dem Waldgersten-Buchenwald zugeordnet, der sich floristisch von anderen Waldtypen durch das Vorkommen von Bodenfrische anzeigenden Arten der Krautschicht abgrenzt. Zu ihnen gehören Gefleckter Aronstab, Gewöhnliche Goldnessel und Wald-Flattergras. Die Charakterarten Waldgerste, Zwiebel-Zahnwurz, Waldmeister und Einblütiges Perlgras sind häufig vertreten. |
| 9150    | Mitteleuropäischer Orchideen-Kalk-Buchenwald (Cephalanthero-Fagion) | 130,5 ha     | Die Orchideen-Buchenwälder, die großflächig die steilen Hänge über den flachgründigen Kalkverwitterungsböden bedecken, werden pflanzensoziologisch der Assoziation Seggen-Buchenwald zugeordnet. Gegenüber den Waldmeister-Buchenwäldern grenzt sich dieser Waldtyp durch das Vorkommen charakteristischer Arten der Krautschicht ab. Zu ihnen gehören die Kennarten Weißes und Rotes Waldvöglein sowie auch Acker-Glockenblume, Finger-Segge, Maiglöckchen, Wald-Labkraut und Elsbeere. Kennzeichnend ist auch das Auftreten des Langblättrigen Hasenohrs und des Gewöhnlichen Seidelbastes sowie der Moose Weiches Kammmoos und Gelbliches Seidenmoos. |
| 9180*   | Schlucht- und Hangmischwälder Tilio-Acerion                         | 8,6 ha       | Die Standorte dieses prioritären Waldtyps sind die trockenwarmen Schutthalden unterhalb der Felswände. In der Baumschicht herrschen Berg-Ahorn und Sommer-Linde vor, die sonst so konkurrenzstarke Buche verträgt die lockeren, nachrutschenden Böden nicht. Zu den kennzeichnenden Pflanzenarten der Krautschicht gehören Stinkender Storchschnabel und Ruprechtsfarn. Floristische Unterschiede bestehen zwischen nördlich und südlich bis westlich exponierten Wäldern. So wird die Vegetation in einem nach Westen ausgerichteten Hangschuttwald durch Schwalbenwurz und Kalk-Blaugras und in einem nordexponierten durch Großes Springkraut, Knoblauchsrauke, Große Brennnessel und Gewöhnlichen Dornfarn geprägt. |

## Fauna
Die Kalkklippen der Gobert bieten gefährdeten Tieren wie Luchs und Wildkatze, seltenen Amphibien und Reptilien und bedrohten Vögeln Lebensraum, Rückzugsgebiet und Winterquartier. Der Standarddatenbogen nennt mit Wespenbussard, Rotmilan, Wanderfalke, Uhu, Raufußkauz, Neuntöter, Grau- und Schwarzspecht acht im Anhang I der Vogelschutzrichtlinie der EU aufgeführte Arten, die im FFH-Gebiet leben und für deren Schutz besondere Maßnahmen ergriffen werden müssen. Es sind vom Aussterben bedrohte und seltene Spezies und auch solche, die gegen Veränderungen in ihrem Lebensraum empfindlich reagieren. Für sie sollen besondere Schutzgebiete ausgewiesen werden, so wie für die Wanderfalken und Uhus, deren Brutfelsen im Gebiet auch durch das dreiteilige Vogelschutzgebiet „Felsklippen im Werra-Meißner-Kreis“ geschützt werden.
Bei faunistischen Untersuchungen im Naturwaldreservat Hohestein wurden 31 verschiedene Brutvögel und 12 Gastvogelarten festgestellt. Der häufigste Brutvogel unter ihnen war der Buchfink, gefolgt von Rotkehlchen, Zaunkönig und Amsel. Typische Höhlenbrüter wie Meisen, Kleiber und Fliegenschnäpper kamen weniger oft vor und Vögel, die größere Höhlungen besetzen wie Hohltaube und Waldkauz, die auf Schwarzspechte als Nistplatzbereiter angewiesen sind, waren noch seltener. Zu den Vögeln, die größere zusammenhängende Wälder bevorzugen, gehören Waldlaubsänger, Misteldrossel, Waldbaumläufer und Waldschnepfe, die auf der Gobert einige Revieren haben.
Sieben Fledermausarten, die die Wälder als Nahrungshabitat nutzen, wurden im Gebiet beobachtet. Zu diesen, die in ihrem Aussehen und ihrer Lebensweise sehr unterschiedlich sind, gehört auch das streng geschützte Große Mausohr, die größte in Hessen vorkommende Fledermausart.

## Unterschutzstellung

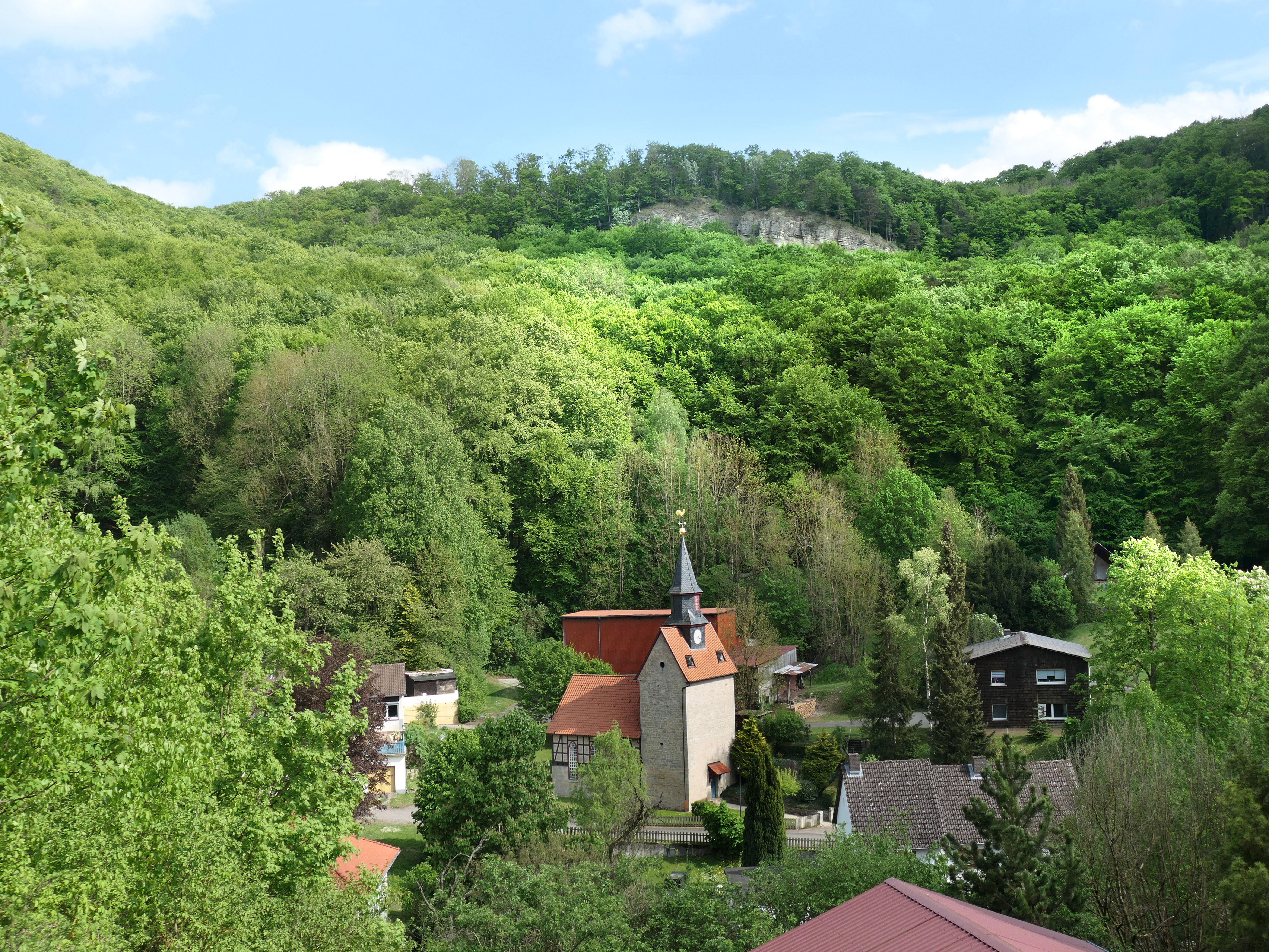
Blick über Hitzelrode auf die Felswand des „Pferdelochs“ in der Hessischen Schweiz

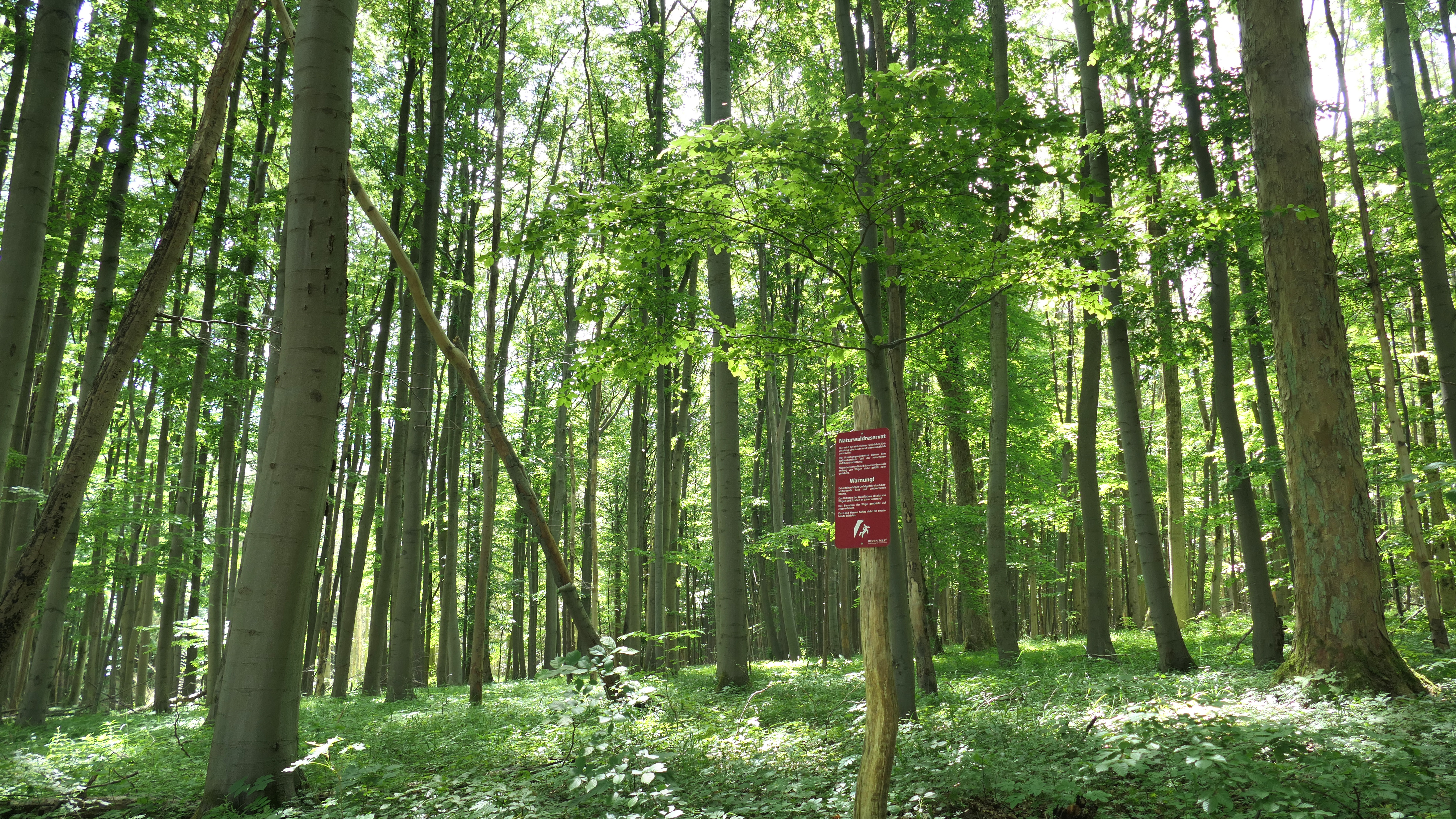
Naturwaldreservat Hohestein

- Naturschutzgebiet „Hessische Schweiz bei Meinhard“

Mit Verordnung vom 28. April 1989 des Regierungspräsidiums in Kassel wurde das Waldgebiet um Hörne, Hohestein und Gobert zum Naturschutzgebiet erklärt. Zweck der Unterschutzstellung war, einen Bergsturz, die Kalkfelsfluren, Kalksümpfe, Magerrasen, Blockschuttwälder sowie die großflächigen Laubholzbestände mit den hier beheimateten Pflanzen- und Tierarten zu erhalten und langfristig zu sichern. Das Schutzgebiet mit einer Größe von 241,67 Hektar hat die nationale Kennung 1636019 und den WDPA-Code 163663.
- Naturschutzgebiet „Kalkklippen südlich des Iberges“

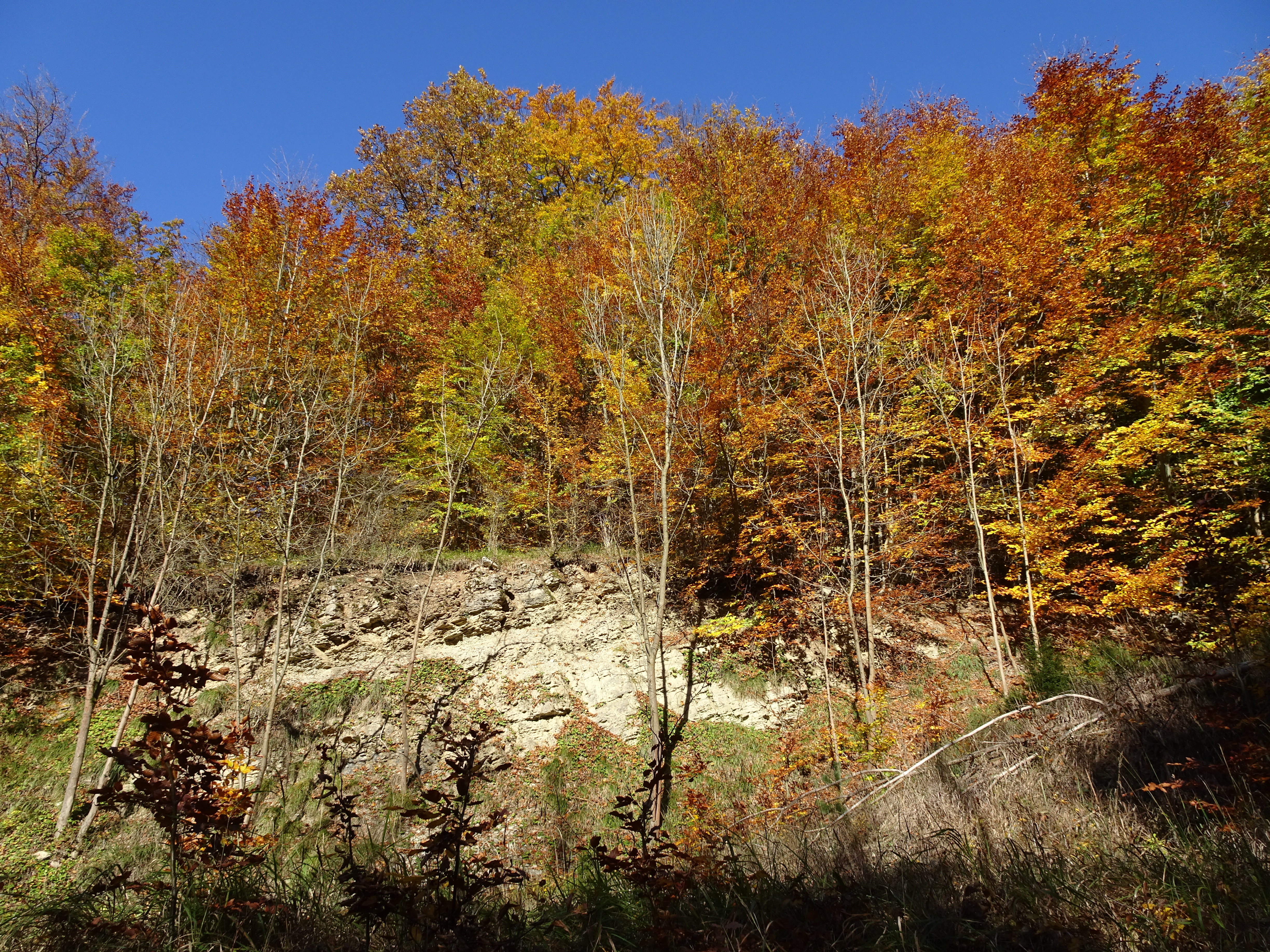
Kalkfelsabbruch im Schutzgebiet südlich des Ibergs

Die Waldflächen des Iberges und Hesselkopfes entlang der thüringischen Grenze südöstlich von Asbach sind mit Verordnung vom 25. September 1995 des Regierungspräsidiums in Kassel als Naturschutzgebiet ausgewiesen worden. Mit der Unterschutzstellung sollten die orchideen- und edelholzreichen Kalkbuchenwälder mit den Kalkbrüchen und blockreichen Steilhängen als Lebensraum für die dort vorkommenden seltenen und gefährdeten Pflanzen- und Tierarten erhalten und gesichert werden. Das Schutzgebiet besitzt eine Größe von 46,92 Hektar, hat die nationale Kennung 1636028 und den WDPA-Code 163985.
- Fauna-Flora-Habitat-Gebiet „Kalkklippen der Gobert“

Im Rahmen der Umsetzung der Fauna-Flora-Habitat-Richtlinie wurden die beiden Naturschutzgebiete „Hessische Schweiz bei Meinhard“ und „Kalkklippen südlich des Iberges“ gemeinsam im April 1999 der EU-Kommission für das länderübergreifende Netz besonderer Schutzgebiete „Natura 2000“ gemeldet. Die Schutzwürdigkeit begründeten die aus botanischer und ornithologischer Sicht bundesweit bedeutenden großflächigen Laubwaldkomplexe, die Vorkommen von Eiben, Blaugrashalden und der natürlichen Bergstürze. Neben dem Gebietsmanagement und dem damit verbundenen Monitoring forderte die EU eine förmliche Schutzerklärung, die im Januar 2008 mit der „Verordnung über Natura 2000-Gebiete in Hessen“ erfolgte. Das FFH-Gebiet mit einer Größe von 289,22 Hektar hat die EU-Gebietsnummer 4726-350 und den WDPA-Code 555520072.
- Vogelschutzgebiet „Felsklippen im Werra-Meißner Kreis“

Die westliche Hälfte des Naturschutzgebiets „Hessische Schweiz bei Meinhard“ wurde in das dreiteilige Vogelschutzgebiet „Felsklippen im Werra-Meißner Kreis“ integriert. Die natürlichen Kalkfelsklippen, die aus den bewaldeten Berghängen aufragen, begründeten die Auswahl. Sie gelten als bedeutende und traditionelle Brutgebiete von Wanderfalken und Uhus, die zu den in Anhang I der Vogelschutzrichtlinie gelisteten Arten gehören, für die besondere Schutzgebiete eingerichtet werden müssen.
- Naturwaldreservat Hohestein

Die Flächen des Naturwaldes liegen vollständig im Naturschutzgebiet „Hessische Schweiz bei Meinhard“, auf überwiegend schwach bis mäßig geneigten Plateaubereichen. Der zum Eigentum des Landes Hessen gehörende Staatswald besteht aus einem 27 Hektar großen prozessgeschützten Totalreservat, das seit 1989 aus der forstlichen Nutzung herausgenommen wurde und sich selbst überlassen bleibt und einer Vergleichsfläche mit einer Größe von 24 Hektar, die weiter naturnah bewirtschaftet wird. In dem von Rotbuchen dominierten Waldgebiet gelten die Bäume auf dem größten Teil der Fläche mit einem Alter von unter 120 Jahren als vergleichsweise jung. Rotbuchen in Urwäldern können rund dreimal so alt werden. Der Hohestein befindet sich so erst am Anfang seiner Entwicklung und soll künftig zu einem Naturwald werden, in dem alle Entwicklungsstufen von der Verjüngung bis zur Zerfallsphase nebeneinander zu finden sind.
- Grünes Band

Das unzerschnittene Laubwaldgebiet der „Kalkklippen der Gobert“ ist von der Heinz Sielmann Stiftung bundesländerübergreifend mit in das Naturschutzgroßprojekt des „Grünen Bandes“ einbezogen worden. Auf der thüringischen Seite gehört zu diesem Schwerpunktbereich das gesamte Waldgebiet des Höhenzuges, mit dem vorgelagerten Grünland und den Halbtrockenrasen. Die als „Korridor der Artenvielfalt“ bezeichneten Abschnitte entlang der ehemaligen innerdeutschen Grenze wurden mit der Entscheidung des Thüringer Landtags vom 9. November 2018 zum Nationalen Naturmonument erklärt.
- Benachbarte Schutzgebiete

Auf der hessischen Seite werden die „Kalkklippen der Gobert“ von Teilflächen des Fauna-Flora-Habitat-Gebiets 4825-302 „Werra- und Wehretal“ umgeben. Das mit einer Fläche von rund 24.500 Hektar größte Natura 2000-Gebiet Hessens hat als wesentlichen Schutzzweck die Sicherung der großen zusammenhängenden Buchenwälder mit dem angrenzenden Grünland, als Jagdreviere für das Große Mausohr und die Bechsteinfledermaus, zum Ziel. Mit dem 716 Hektar großem thüringischen FFH-Gebiet 4726-320 „Stein-Rachelsberg-Gobert“ grenzt östlich ein weiteres Natura 2000-Gebiet an, das mit seinen naturnahen Buchenwäldern und Halbtrockenrasen auf Muschelkalk eine ähnliche Biotop- und Artenausstattung besitzt und wie die „Kalkklippen“ von Höhenzügen und Steilhängen des Werraberglandes geprägt wird.
Bis an die Landesgrenze östlich der „Kalkklippen“ reichen auch das EU-Vogelschutzgebiet 4626-420 „Werrabergland südwestlich Uder“, deren großen unzerschnittenen Flächen ein bedeutendes Refugium für Wespenbussard und waldbewohnende Spechtarten ist, das rund 38.500 Hektar große Landschaftsschutzgebiet „Obereichsfeld“, das im Jahr 2009 ausgewiesen wurde und mit dem sich nördlich anschließenden „Untereichsfeld“ die historisch gewachsene Region Eichsfeld bildet sowie der, im Jahr 1990 gegründete Naturpark Eichsfeld-Hainich-Werratal, mit einer Größe von insgesamt 85.800 Hektar.